# Журавльова Ольга Євгенівна
Ольга Євгенівна Журавльова-Горнякова (Журавка) — українська акторка і письменниця, громадська діячка. Заслужена артистка  УРСР (1982). Член Національної спілки журналістів України.

## Біографія
Народилася 1936 року на Чернігівщині. Мати — Коцюбинська Антоніна Марківна, дід Марко Коцюбинський — двоюрідний брат видатного письменника Михайла Коцюбинського.
Українській сцені Ольга Журавльва віддала майже чотири десятиліття творчої праці. Була ведучою актрисою Львівського театру для дітей та юнацтва, Волинського музиіно-драматичного театру імені Тараса Шевченка, Рівненського музично-драматичного театру, Черкаського музично-даматичного театру імені Тараса Шевченка, Львівського академічного українського музично-драматичного театру імені Марії Заньковецької.
У доробку Ольги Євгенівни Журавльової понад 200 ролей. Упродовж 25 років — на сцені Національного академічного українського драматичного театру імені Марії Заньковецької. Зіграла ролі Марії Заньковецької («Марія Заньковецька»), Зоні («Сестри Річинські»), Оксани («Тир»), Марини («Таке довге, довге літо»), Галі («В степах України»), Наташі («Суєта»), королеви Єлизавети («Річард III»), Вусті («У неділю рано…») та інші. Створила образи лірико-драматичних героїнь майже з усієї української класики. За ролі циганки Ази, Наталки Полтавки отримала диплом першого ступеня, за роль пані Завальської у виставі «Бюро добрих послуг» Тадеуша Кожушника на Міжнародному фестивалі польських драматургів у містах Ряшеві і Кракові отримала найвищу нагороду. Дипломант Національної програми «Мистецький Олімп України» (2009, 2011).
Ольга Журавльова (літературний псевдонім — Журавка) — письменниця і публіцист. Член Національної спілки журналістів України, Національної спілки письменників України, Української асоціації письменників, лауреат літературної премії «Гілка золотого каштана». Її творчий доробок — близько 500 нарисів, статей у журналах та часописах України, книги «Сцена і кафедра» (видавництво «Знання», 1987), «Світоч душі», присвячене 50-річчю Львівської телерадіокомпанії («Піраміда», 2007), «Зерно правди» («Плай», 2003) та інші. У поетичних і прозових творах Ольги Євгенівни — тривога за долю наших людей, за рідну землю. В них — віра в краще майбутнє. Чимало поетичних рядків присвячено інтимній ліриці, зв'язкам поколінь.
Член «Фонду культури світу» при ЮНЕСКО. Громадська діяльність Ольги Журавльової відома далеко за межами України — друкувалась і виступала у Білорусі, Казахстані, Узбекистані, Абхазії, Болгарії, Польщі тощо. Її активна життєва позиція спрямована на відродження української культури й мистецтва, утвердження державності. Про таких, як Ольга Євгенівна, кажуть: людина твердих державних позицій, високої культури, інтелекту, професійної компетенції. Член правління військово-патріотичного клубу творчих зустрічей «Голос». Часто виступає з лекціями-концертами перед військовою та студентською молоддю. Її програма допомагає виховувати громадян України в національному і патріотичному дусі.

## Сім'я
Виховала доньку Світлану (С. В. Стафієвська), журналістку за фахом (співавторка книги «Світоч душі»). Ольга Євгенівна має двох онуків — Артема і Олексія, дбає про їх духовний розвиток.

## Фільмографія
- «Злочин з багатьма невідомими» (1993, т/с; Ванда Поляновська)